# Coelostegia montana
Coelostegia montana là một loài thực vật có hoa trong họ Cẩm quỳ. Loài này được Sidiy. mô tả khoa học đầu tiên năm 2001.